# Valerio Massimo Manfredi
Pour les articles homonymes, voir Manfredi.
Valerio Massimo Manfredi, né le 8 mars 1943 à Piumazzo (it), une frazione de la commune de Castelfranco Emilia, dans la province de Modène, en Émilie-Romagne, est un écrivain, historien et archéologue italien contemporain, également journaliste au Panorama et au Messaggero.

## Biographie
Valerio Massimo Manfredi se définit comme « un professionnel de l'Antiquité » et partage son temps entre ses travaux de chercheur et l'écriture de romans. Son talent de conteur et son goût pour les intrigues
subtiles lui ont valu de susciter l'intérêt du milieu du cinéma et d'être comparé à son compatriote
Umberto Eco.
En 1998, il a publié Il faraone delle sabbie, dont la traduction française est parue en 2001, aux éditions Jean-Claude Lattès, sous le titre Le Pharaon oublié.

## Œuvres

### Romans
- 1985 - Palladion, Mondadori  (ISBN 8804350059) ; Palladion, Liana Levi, 1987,  (ISBN 2-86746-024-7)
- 1988 - Lo scudo di Talos, Mondadori  (ISBN 8804333715) ;
- 1990 - L'oracolo, Mondadori  (ISBN 8804361336) ;
- 1994 - Le paludi di Hesperia, Mondadori  (ISBN 8804407522) ;
- 1996 - La torre della solitudine, Mondadori  (ISBN 8804427817) ; 2-7096-1941-5, JC Lattès, 1999,  (ISBN 2-7096-1941-5)
- 1998 - Trilogia di Aléxandros, Mondadori
  - Il figlio del sogno (fanciullezza)  (ISBN 88-04-45606-X) ; Le Fils du songe, Plon, 1999,  (ISBN 2-259-19030-8)
  - Le sabbie di Amon (esplorazione)  (ISBN 8804456078) ; Les Sables d'Ammon, Plon, 1999,  (ISBN 2-259-19042-1)
  - Il confine del mondo (fine e morte)  (ISBN 8804456086) ; Les Confins du monde, Plon, 1999,  (ISBN 2-259-19043-X)
  - réédition française des trois volets en un seul volume : Le Roman d'Alexandre le Grand, Plon, 2002,  (ISBN 2-259-19667-5)
- 1998 - Il faraone delle sabbie, Mondadori  (ISBN 8804470801) ; Le Pharaon oublié, JC Lattès, 2001,  (ISBN 2-7096-2109-6)
- 2001 - Chimaira, Mondadori  (ISBN 8804501111) ;
- 2002 - L'ultima legione, Mondadori  (ISBN 880452118X et 8804503637) ; La Dernière Légion, Plon, 2003,  (ISBN 2-259-19636-5)
- 2003 - Il tiranno, Mondadori  (ISBN 8804546255 et 8804536268) ; Le Tyran de Syracuse, Plon, 2005,  (ISBN 2-259-19948-8)
- 2003 - L'isola dei morti, Marsilio  (ISBN 8831782312) ;
- 2005 - L'impero dei draghi, Mondadori  (ISBN 8804555823) ; L’Empire des dragons, Plon, 2006,  (ISBN 978-2-259-20293-0)
- 2005 - Il romanzo di Alessandro (nouvelle version de la trilogie Aléxandros), Mondadori,  (ISBN 8804548967) (OCLC 62487439) ;
- 2007 - L'armata perduta, Mondadori  (ISBN 8804562102) ; L’Armée perdue, Plon 2009,  (ISBN 978-2-259-20873-4)
- 2008 - Idi di Marzo, Mondadori  (ISBN 978-88-04-57971-7) ; Les derniers jours de Jules César, Plon 2011,  (ISBN 978-2-259-21230-4)
- 2012 - Série Odysseus
  - Il mio nome è Nessuno - Il giuramento, Mondadori Omnibus; Les Rêves d’Ulysse, Lattès, 2014,  (ISBN 978-2-7096-4481-5)
  - Il mio nome è Nessuno - Il ritorno, Mondadori Omnibus; Le Retour d’Ulysse, Lattès, 2015,  (ISBN 978-2-7096-4482-2)

### Nouvelles isolées
- 2005 - Hotel Bruni (dans la collection Storie d'inverno), Mondadori  (ISBN 8804549785) ;
- 2005 - Bagradas (dans la collection Brivido Nero), Aliberti  (ISBN 8874240759) ;

### Recueils de nouvelles
- 2002 - I cento cavalieri, Mondadori  (ISBN 8804491175) Antologia di racconti brevi
- 2006 - Zeus e altri racconti, Mondadori  (ISBN 8804561211 et 9788804561217) ;

### Travaux de recherche
- 1980 - Senofonte, Anabasi, sous la direction de V. Massimo Manfredi, Milano, Rusconi  (ISBN 881695020X) ;
- 1984 - Alessandro e Senofonte, dans Alessandro Magno tra storia e mito, sous la direction de M. Sordi, Milan, Edizioni Universitarie Jaca
- 1986 - La strada dei diecimila. Topografia e geografia dell'Oriente di Senofonte, Jaca Book  (ISBN 881695020-X) ;
- 1993 - Le Isole Fortunate. Topografia di un mito, L'Erma di Bretschneider
- 1994 - Mare Greco - Eroi ed esploratori del mondo antico, Mondadori  (ISBN 880443094X) ;
- 1999 - I Celti in Italia, Mondadori  (ISBN 8804477105) - scritto con Venceslas Kruta
- 2000 - I Greci d'occidente, Mondadori  (ISBN 8804480602 et 8804435038) ;
- 2000 - Akropolis - La grande epopea di Atene, Mondadori  (ISBN 8804491388) ;
- 2003 - Gli etruschi in Val Padana, Mondadori  (ISBN 8804512962) - écrit avec Luigi Malnati
- 2009 - La tomba di Alessandro - L'enigma, Mondadori ; Le Tombeau d'Alexandre le Grand : l'énigme, JC Lattès, 2010  (ISBN 978-2-7096-3539-4)